# Hoheitliche Aufgabe
Hoheitliche Aufgaben sind Tätigkeiten, die ein öffentliches Gemeinwesen (Staat, Gemeinde oder sonstige Körperschaft) kraft öffentlichen Rechts zu erfüllen hat. Die Ausübung hoheitsrechtlicher Befugnisse ist in Deutschland als ständige Aufgabe in der Regel Angehörigen des öffentlichen Dienstes zu übertragen, die in einem Dienst- und Treueverhältnis stehen (Art. 33 Abs. 4 GG).
Hoheitsrechtlich und hoheitlich sind dabei synonym zu verstehen. Hoheitliche Aufgaben sind Aufgaben im Rahmen der Hoheitsverwaltung, bei denen der Staat durch seine Organe dem Bürger in einem Subordinationsverhältnis als übergeordneter Hoheitsträger gegenübertritt. Hoheitliches Handeln umfasst sowohl den Bereich, mit dem unmittelbar staatliche Befehls- und Zwangsgewalt angewendet wird als auch den Bereich staatlicher Daseinsvorsorge. Der Staat kann auch durch Private, die er beleiht oder als Verwaltungshelfer heranzieht, hoheitliche Aufgaben wahrnehmen.
Typische Handlungsformen der Hoheitsverwaltung (Hoheitsakte) sind der Erlass von Rechtsverordnungen und Satzungen sowie Verwaltungsakte.
Erst die Aufgabe (Zweck) und die Mittel zur Erreichung des Zwecks sind zusammen geeignet, eine hoheitliche Tätigkeit umfassend zu charakterisieren.

## Funktionsvorbehalt des Berufsbeamtentums
Art. 33 Abs. 4 GG enthält den Funktionsvorbehalt des Berufsbeamtentums. Danach ist die Ausübung hoheitlicher Befugnisse als ständige Aufgabe in der Regel Angehörigen des öffentlichen Dienstes zu übertragen, die in einem öffentlich-rechtlichen Dienst- und Treueverhältnis stehen. Dem Berufsbeamtentum wird damit ein Mindesteinsatzbereich institutionell gesichert. 
Grundlage des Berufsbeamtentums in Deutschland sind die hergebrachten Grundsätze des Berufsbeamtentums (Art. 33 Abs. 5 GG). Diese sichern regelmäßig durch besondere Grundpflichten, die nur das Beamtenverhältnis kennzeichnen (§ 33 BeamtStG), eine institutionell garantierte qualifizierte, loyale und gesetzestreue Aufgabenerfüllung. Gemeint ist nicht nur ein Funktionsvorbehalt für Beamte gegenüber anderen öffentlichen Bediensteten (Tarifbeschäftigten), sondern auch ein weitergehender Funktionsvorbehalt für öffentliche Bedienstete gegenüber privaten Dritten.

## Aufgabenträger
Hoheitliche Aufgaben werden als ständige Aufgabe „in der Regel“ Angehörigen des öffentlichen Dienstes übertragen, die in einem Dienst- und Treueverhältnis stehen. Das Recht, Beamtinnen und Beamte zu haben (Dienstherrnfähigkeit), besitzen der Bund sowie bundesunmittelbare Körperschaften, Anstalten und Stiftungen des öffentlichen Rechts sowie die Länder, Gemeinden und Gemeindeverbände (§ 2 Bundesbeamtengesetz, § 2 Beamtenstatusgesetz).
Ausnahmsweise dürfen auch Private hoheitliche Aufgaben wahrnehmen. Gemeint sind Fälle, in denen der Sicherungszweck des Funktionsvorbehalts die Wahrnehmung der betreffenden hoheitlichen Aufgaben durch Berufsbeamte ausweislich bewährter Erfahrung nicht erfordert oder im Hinblick auf funktionelle Besonderheiten nicht in gleicher Weise wie im Regelfall angezeigt erscheinen lässt. In den Diskussionen des Parlamentarischen Rates wurden als Beispiele, für die die Ausnahmemöglichkeit Spielraum eröffnen sollte, vor allem Bereiche genannt, die, sofern überhaupt als hoheitlich eingeordnet, jedenfalls als nicht primär hoheitlich geprägt erachtet wurden, wie wirtschaftliche Tätigkeiten der öffentlichen Hand, einschließlich staatlicher und kommunaler Einrichtungen der Daseinsvorsorge, und das Gebiet der Fürsorge; auch der weithin übliche Einsatz von Ehrenbeamten anstelle von Berufsbeamten sollte möglich bleiben.
Erforderlich ist, dass dem Privaten die erforderlichen hoheitlichen Befugnisse durch Gesetz verliehen werden („Beleihung“). Eine Beleihung darf nur durch oder aufgrund Gesetzes erfolgen. Auch Beliehene und Verwaltungshelfer handeln „in Ausübung eines ihm anvertrauten öffentlichen Amtes“, sind also Beamte im haftungsrechtlichen Sinn.

## Beispiele
Um die Ausübung hoheitsrechtlicher Befugnisse handelt es sich jedenfalls, wenn Befugnisse zum Grundrechtseingriff im engeren Sinne ausgeübt werden, die öffentliche Gewalt also durch Befehl oder Zwang unmittelbar beschränkend auf grundrechtlich geschützte Freiheiten einwirkt.
Hierzu gehört die Steuererhebung oder der Strafvollzug bis hin zur Bauaufsicht und Anordnungen zum Denkmalschutz. Auch Regulierungsbehörden und die kommunale Daseinsvorsorge sind Teil hoheitlicher Aufgabenwahrnehmung. Versagt der Markt oder liefert er unerwünschte Ergebnisse, ist die hoheitliche Bereitstellung von Gütern und Dienstleistungen als Daseinsvorsorge zu bezeichnen. Kommunale öffentliche Einrichtungen mit Anschluss- und Benutzungszwang sind wesentlich zur staatlichen Erfüllung der Daseinsvorsorge. Zur Finanzierung der hoheitlichen Aufgaben dient vor allem das allgemeine Steueraufkommen, aber auch Abgaben, Gebühren und Beiträge.

## Einzelaspekte

### Besteuerung
Nach § 2b Abs. 1 S. 1, § 4, § 15 Abs. 1 UStG ist grundsätzlich nicht umsatzsteuerbar bzw. umsatzsteuerpflichtig, wer mit der Ausübung von hoheitlichen Aufgaben betraut ist. Von der Anwendung des Grundsatzes macht der § 2b Abs. 1 S. 2 UStG eine Ausnahme, indem er juristische Personen des öffentlichen Rechts dann zum Unternehmer macht, wenn eine größere Wettbewerbsverzerrung droht. Die Ausübung der öffentlichen Gewalt ist keine gewerbliche oder berufliche Tätigkeit, so dass grundsätzlich auch keine Steuerpflicht im Sinn der Einkommen-, Körperschaft- und Gewerbesteuer eintritt. Dazu sind die folgenden Voraussetzungen kumulativ zu erfüllen:
- Das delegierende Gemeinwesen muss selbst die rechtliche Befugnis zur Ausübung der Tätigkeit haben,
- die Delegation bedarf einer Rechtsgrundlage und
- die handelnde Person oder Organisation muss ermächtigt sein, selbst Verfügungen erlassen zu können.

Betriebe gewerblicher Art (BgA) gehören gemäß § 4 Abs. 5 KStG im Umkehrschluss nicht zu den Betrieben, die überwiegend hoheitliche Aufgaben wahrnehmen.

### Lehrer
Lehrer nehmen in der Regel nicht schwerpunktmäßig hoheitlich geprägte Aufgaben wahr. Daher bedürfen sie der besonderen Absicherung durch den Beamtenstatus nicht und können auch als Angestellte eingestellt werden.